# Michel Chossudovsky
Michel Chossudovsky, né en 1946 à Ottawa (Ontario), est un écrivain canadien, professeur émérite d'économie à l'université d'Ottawa, essentiellement connu pour être fondateur et directeur du Centre de recherche sur la mondialisation à Montréal, dont le site web diffuse régulièrement des théories conspirationnistes.

## Biographie
Michel Chossudovsky est le fils d'un émigré russe d'origine juive, Evgeny Chossudovsky (1914-2006), qui fut universitaire et diplomate des Nations unies, et de Rachel Sullivan, une Irlandaise de confession protestante.
En 2001, il fonde le Centre de recherche sur la mondialisation (en anglais : Centre for Research on Globalization, CRG) à Montréal (Canada). Le CRG, dont il est le directeur, gère le site de désinformation globalresearch.ca (en français, mondialisation.ca). Ce site, qui se dit consacré aux grands thèmes d’actualité tels que « la guerre contre le terrorisme » et les conflits du Moyen-Orient, « compte parmi les principaux vecteurs de conspirationnisme sur l'Internet » selon Conspiracy Watch. D'autres commentateurs soulignent également que ce site fait la promotion de théories du complot et répand des contrevérités,,,,,,,. Le site du service européen pour l'action extérieure, EU vs Disinformation, le place sur un diagramme relatif à la diffusion d'une théorie conspirationniste russe concernant une attaque chimique en Syrie.
En août 2005 la communauté juive canadienne s'émeut de voir le site de Chossudovsky publier des articles présentant des accents antisémites.
Dans The Globalization of War, America’s « Long War » against Humanity (2015), il soutient la thèse que les récents conflits en Irak, Libye, Syrie, Ukraine, etc., relèvent de la poursuite de l'hégémonie mondiale par les États-Unis et leurs alliés selon le concept de « longue guerre mondiale » élaboré sous la présidence Truman dans les années 1940 et poursuivi par les néo-conservateurs et les néolibéraux sous les présidences de George W. Bush et de Barack Obama.
Il intervient sur la chaîne de télévision russe RT (anciennement Russia Today) qualifiée de « tropisme conspirationniste » par le site Conspiracy Watch.
En 2014, il reçoit la Médaille d'or du gouvernement de Serbie.

## Avis

### Sur la guerre de Gaza
Michel Chossudovsky estime que les gisements de gaz découverts au large de Gaza par la compagnie British Gas (aujourd'hui BG Group) étaient un des objectifs stratégiques d'Israël dans la guerre de Gaza de 2008-2009,.

### Sur le programme HAARP
Il diffuse la théorie du complot selon laquelle le programme américain HAARP est une arme de destruction massive « faisant partie de l'arsenal militaire du nouvel ordre mondial », qui aurait le pouvoir d'altérer la météo, d'interrompre des systèmes électriques, de modifier le champ magnétique terrestre, de déclencher des séismes et des cyclones.

### Contrôle de la mer Noire par la Russie
L'union de la Crimée avec la Russie constitue à son sens un revers majeur pour l'Otan et les États-Unis, dont l'objectif aurait été d'étendre leur présence militaire en mer Noire. Outre la Crimée, la Russie contrôle maintenant la mer d'Azov et la péninsule de Kertch qui deviendraient de nouveaux pivots géopolitiques. Fin 2013, la Russie et l'Ukraine avaient déjà décidé de relier les deux rives du détroit de Kertch par une autoroute et une ligne de chemin de fer.

## Ouvrages
- avec Fred Caloren and Paul Gingrich, Is the Canadian Economy Closing Down? (Montréal : Black Rose, 1978)  (ISBN 0-919618-80-4)
- Towards Capitalist Restoration? Chinese Socialism After Mao (New York : St Martin's, 1986 et Londres : Macmillan, 1986)  (ISBN 0-333-38441-5)
- The Globalization of Poverty: Impacts of IMF and World Bank Reforms, (Penang : Third World Network, 1997) et (Londres : Zed, 1997)  (ISBN 81-85569-34-7) et  (ISBN 1-85649-402-0)
- Exporting Apartheid to Sub-Saharan Africa (New Delhi : Madhyam, 1997)  (ISBN 81-86816-06-2)
- Washington's New World Order Weapons Can Trigger Climate Change, (2000)
- Guerre et Mondialisation. À qui profite le 11 septembre ? (Serpent à Plume, 2002)  (ISBN 2-84261-387-2)
- Mondialisation de la pauvreté et nouvel ordre mondial (Oro, Ontario : Global Outlook, 2003)  (ISBN 0-9731109-1-0) – extrait
- America's "War on Terrorism" (Pincourt, Québec : Global Research, 2005)  (ISBN 0-9737147-1-9)
- (en) The Worldwide Corona Crisis : Global Coup d’Etat Against Humanity, 2022